# ダヴァーニャ
ダヴァーニャ(イタリア語: Davagna)は、イタリア共和国リグーリア州ジェノヴァ県にある、人口約1,800人の基礎自治体（コムーネ）。

## 地理

### 位置・広がり

#### 隣接コムーネ
隣接するコムーネは以下の通り。
- バルガーリ
- ジェーノヴァ
- ルマルツォ
- モントッジョ
- トッリーリア

### 地震分類
イタリアの地震リスク階級 (it) では、3 に分類される
。

## 行政

### 分離集落
ダヴァーニャには、以下の分離集落（フラツィオーネ）がある。
- Canate, Calvari, Davagna, Marsiglia, Moranego, Rosso, Scoffera